# الرابية (الرقة)
الرابية قرية سورية تتبع ناحية السبخة في منطقة مركز الرقة في محافظة الرقة. بلغ عدد سكانها 2995 نسمة في عام 2004 حسب إحصاء المكتب المركزي للإحصاء.